# Erythrura
Erythrura ou Chloebia é um gênero de aves — comumente chamados de tentilhões papagaios — pertencente à subfamília Estrildidae. As espécies desse gênero ocorrem do sudeste da Ásia a Nova Guiné, norte da Austrália e em muitas ilhas do Pacífico. São espécies muito distintas uma das outras não só pela coloração, mas também pelas proporções e caracteres morfológicos, como a forma do bico e da cauda, tamanho das pernas, entre outras particularidades. 
Entretanto, a maioria desses pássaros habita florestas, bambuzais, pradarias, e alguns podem ser encontrados em terras agrícolas, parques e jardins. Ainda, algumas espécies são criadas e difundidas em cativeiro por serem apreciadas por avicultores em razão das sua variada coloração.
A média do comprimento desses passeriformes está entre 9 e 15 cm. A plumagem usualmente ocorre em diversas tonalidades de azul, verde e vermelho, não excluindo, contudo, a presença de outras. A cauda geralmente é pontuda e longa.
Os hábitos alimentares incluem sementes, especialmente as de gramíneas, frutos, pequenos insetos, e larvas.

## Subgêneros

### Reichenowia
Caracteriza-se por espécies cujo bico é lateralmente achatada próximo as pontas, mandíbula superior do bico na forma de cume, cauda atrofiada ou pouco desenvolvida, par central das penas da cauda não distintamente prolongada, e ausência de plumagem vermelha.
- Erythrura hyperythra: Diamante-de-peito-bege
- Erythrura hyperythra malayana: Diamante-de-malaya
- Erythrura hyperythra borneensis: Diamante-de-borneo
- Erythrura hyperythra hyperythra
- Erythrura hyperythra intermedia
- Erythrura hyperythra obscura
- Erythrura hyperythra microrhyncha
- Erythrura hyperythra brunneiventris

### Erythrura
Caracteriza-se por espécies cujo bico geralmente é achatado nas pontas, mandíbula super do bico na forma de cume, par de penas da cauda pontuda e mediamente alongada, algumas partes da plumagem e das penas superiores da cauda são vermelhas.
- Erythrura prasina
- Erythrura gouldiae
- Erythrura prasina prasina
- Erythrura prasina coelica
- Erythrura tricolor
- Erythrura papuana
- Erythrura trichroa
- Erythrura trichroa trichroa
- Erythrura tricbroa pelewensis
- Erythrura trichroa sanfordi
- Erythrura trichroa pinaiae
- Erythrura trichroa modesta
- Erythrura trichroa sigillifera
- Erythrura trichroa eichhorni
- Erythrura trichroa woodfordi
- Erythrura trichroa cyaneifrons
- Erythrura psittacea
- Erythrura cyanovirens
- Erythrura cyanovirens cyanovirens
- Erythrura cyanovirens pealii
- Erythrura cyanovirens regia
- Erythrura cyanovirens efatensis
- Erythrura cyanovirens serena

### Rhamphostruthus
Caracteriza-se por espécies cujo bico é muito resistente, sem saliências na mandíbula superior e inferior do bico, sem achatamento do bico próximo a ponta; plumagem densa e compacta, sendo na testa mais aveludada; penas centrais da cauda sem distinção com as penas laterais da mesma, e asa arredondada.
- Erythrura kleinschmidti